# Heuvels van Kiev
De heuvels van Kiev (Oekraïens: Київські гори Kyivski hory) zijn heuvels en hooglanden rond Kiev. In 2010 zijn deze erkend als cultureel erfgoed van Oekraïne. De hoogte van de heuvels varieert van ongeveer 150 tot bijna 200 meter.
Kiev ligt binnen de grenzen van drie orografische regio's: het Dnjepr-hoogland en de laaglanden van Dnjepr en Polesië. Het gegeven gebied presenteert zich als een glooiende weidevlakte, doorsneden met ravijnen en geulen. Volgens de fysiografische indeling maakt het deel uit van de bossteppe. Het gebied strekt zich uit langs de rechteroever van de Dnjepr, van Kiev tot Kaniv.
In het hart van het hoogland liggen Jura, Krijt, Paleogeen, Neogeen en Kwartair afzettingen, bedekt met een dikke laag löss waarop grijs en lichtgrijs gekalkt slib van lichte leem gevormd werd.
Het heuvelachtige landschap is de reden voor de ongebruikelijke diepten en dubbele roltrappen van het ondergrondse metrosysteem van Kiev. Het metrostation Arsenalna ligt 105,5 meter diep en is daarmee wellicht het diepste metrostation ter wereld.